# Kim Yong-se
Dans ce nom coréen, le nom de famille, Kim, précède le nom personnel.
Pour les articles homonymes, voir Kim.
Kim Yong-se (coréen : 김용세) (né le 21 avril 1960 à Paju en Corée du Sud) est un footballeur international sud-coréen, qui évoluait au poste d'attaquant.

## Biographie

### Carrière en sélection
Avec l'équipe de Corée du Sud, il joue 14 matchs (pour 4 buts inscrits) entre 1984 et 1989. Il figure notamment dans le groupe des sélectionnés lors de la coupe du monde de 1986 (sans jouer).
Il participe également aux JO de 1988 (sans jouer).

## Palmarès
Yukong Elephants
- Championnat de Corée du Sud :
  - Vice-champion : 1984.